# Кубок президента Казахстана по теннису 2013
Кубок президента Казахстана по теннису 2013 года — седьмой розыгрыш ежегодного профессионального международного теннисного турнир, проводимый ITF в рамках своего женского тура и ATP в рамках своего тура Challenger в казахстанском городе Астана. Соревнования прошли с 22 по 28 июля.
Прошлогодние чемпионы:
- Мужской одиночный разряд:  Евгений Донской
- Женский одиночный разряд:  Мария Жуан Кёлер
- Мужской парный разряд:  Константин Кравчук /  Денис Молчанов
- Женский парный разряд:  Оксана Калашникова /  Марта Сироткина

## Соревнования

### Одиночные турниры

#### Мужчины
Дуди Села обыграл  Михаила Кукушкина со счётом 5-7, 6-2, 7-6(6).
- Дуди Села выигрывает 2й турнир в сезоне и 15й за карьеру в туре.

#### Женщины
Надежда Киченок обыграла  Марию Жуан Кёлер со счётом 6-4, 7-5.
- Надежда Киченок выигрывает 2й турнир в сезоне и 3й за карьеру в туре федерации.
- Мария Жуан Кёлер уступает 1й финал в сезоне и 7й за карьеру в туре федерации.

### Парные турниры

#### Мужчины
Клаудио Грасси /  Риккардо Гедин обыграли  Андрея Голубева /  Михаила Кукушкина со счётом 3-6, 6-3, [10-8].
- Клаудио Грасси выигрывает 4й турнир в сезоне и 38й за карьеру в туре федерации.
- Риккардо Гедин выигрывает 2й турнир в сезоне и 11й за карьеру в туре федерации.

#### Женщины
Людмила Киченок /  Надежда Киченок обыграли  Нину Братчикову /  Валерию Соловьёву со счётом 6-2, 6-2.
- Людмила Киченок выигрывает 3й турнир в сезоне и 18й за карьеру в туре федерации.
- Надежда Киченок выигрывает 3й турнир в сезоне и 18й за карьеру в туре федерации.